# Centre d'action médico-sociale précoce
Un Centre d'action médico-sociale précoce ou CAMSP est en France une structure entrant dans la catégorie des  établissements et services sociaux ou médico-sociaux destiné au dépistage, au diagnostic, au traitement, à la rééducation et au suivi des enfants présentant un handicap avant leur scolarisation (de 0 à 6 ans).
Un CAMSP est soit un établissement privé non personnalisé, relevant d'un organisme gestionnaire titulaire de son autorisation, soit un établissement public pouvant être intégré à un établissement hospitalier, ou dans d'autres structures comme celles de la Protection maternelle et infantile.
En 2006, 277 CAMSP et structures assimilées font sur l'ensemble du territoire français l'objet d'une étude de la Caisse nationale de solidarité pour l'autonomie (CNSA).

## Mission de service public
La loi d'orientation no 75-534 du 30 juin 1975 et le décret no 76-389 du 15 avril 1976 (annexe XXXII bis), à la suite des décrets no 56-284 du 9 mars 1956 et no 63-146 du 18 février 1963 définissant l'agrément des CMPP (Centres médico-psycho-pédagogiques), définissaient ainsi les conditions d'agrément des CAMSP :

« Les CAMSP ont pour objet le dépistage, la cure ambulatoire et la rééducation des enfants des premiers et deuxièmes âges qui présentent des déficits sensoriels, moteurs ou mentaux, en vue d'une adaptation sociale et éducative dans leur milieu naturel et avec la participation de celui-ci. »

Ces textes ayant été abrogés par l'effet de l'entrée en vigueur du nouveau Code de l'action sociale et des familles puis de la loi no 2002-2 du 2 janvier 2002 rénovant l'action sociale et médico-sociales, la définition actuelle des missions des CAMSP résulte notamment des dispositions de l'article L. 2132-4 du Code de la santé publique. Ainsi la prise en charge s'effectue-t-elle sous forme de cure ambulatoire comportant l'intervention d'une équipe pluridisciplinaire ; elle comporte une action de conseil et de soutien de la famille ou des personnes auxquelles l'enfant a été confié. Elle est assurée, s'il y a lieu, en liaison avec les institutions d'éducation préscolaires et les établissements et services de la petite enfance.
Les missions des CAMSP ne relèvent pas, par leur seule nature, d'une mission de service public. Ce peut être le cas si l'organisme gestionnaire est une personne morale de droit public chargée d'une mission de service public administratif (SPA). Dans les autres cas, en l'état d'un arrêt du Conseil d'État du 22 février 2007 (Association Aprei) et en dépit de l'analyse contraire d'une partie de la doctrine (O. Poinsot, « Les institutions privées et le service public de l'action sociale et médico-sociale », RGCT no 37, novembre-décembre 2005, p. 415-431), les CAMSP en tant qu'établissements ou services sociaux ou médico-sociaux (ESSMS) n'exercent pas de mission de service public.

## Organisation
Les CAMSP sont composés d'équipes pluridisciplinaires : professionnels de santé, du domaine paramédical, de l'éducation spécialisée. Ces équipes sont coordonnées par un médecin, ou par un directeur assisté par un médecin directeur technique.
Le champ d'intervention d'un CAMSP permet l'implication de professionnels d'horizons divers : médecin généraliste ou pédiatre ou psychiatre, personnel infirmier, kinésithérapeute, psychomotricien, ergothérapeute, orthophoniste, psychologue, assistante sociale, éducateur spécialisé, éducateur de jeunes enfants.

## Prise en charge
Un CAMSP propose à chaque enfant diagnostiqué une prise en charge adaptée à sa situation. Les enfants ainsi accueillis bénéficient de la protection du droit des usagers au même titre que les personnes accueillies ou accompagnées dans les autres catégories d’ESSMS.

## Évaluation
En 2009, la CNSA procède à une étude des CAMSP afin de mieux définir leur action et leur intervention,.